# Pilsen 8

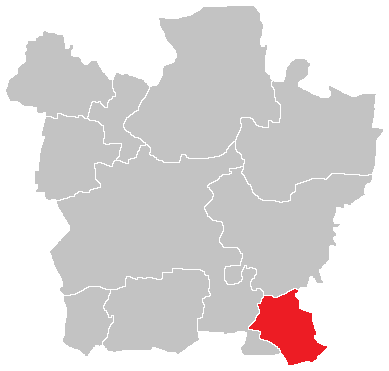
De locatie van Pilsen 8

Pilsen 8, ook bekend onder de naam Černice, is een van de tien stadsdistricten van de Tsjechische stad Pilsen. Het district ligt in het zuidoosten van de stad en grenst aan de andere districten Pilsen 2 (noord) en Pilsen 3 (west). Aan de oost- en zuidkant grenst Pilsen 8 aan de gemeenten Štěnovice, Losiná en Starý Plzenec. Langs de westgrens van het district stroomt de rivier de Radbuza. Pilsen 8 beslaat in zijn geheel het stadsdeel Černice, dit stadsdeel ligt overigens ook gedeeltelijk in het district Pilsen 2.
De burgemeester (starosta) van het 1.100 inwoners tellende district heet Miroslav Štěrba. Pilsen 8 heeft een oppervlakte van 5,01 vierkante kilometer.
Pilsen 1 · Pilsen 2 · Pilsen 3 · Pilsen 4 · Pilsen 5 · Pilsen 6 · Pilsen 7 · Pilsen 8 · Pilsen 9 · Pilsen 10